# Mario Lopez
Mario Lopez (sinh ngày 10 tháng 10 năm 1973 tại San Diego, Mỹ) là một nam diễn viên của Mỹ xuất hiện trong các chương trình truyền hình. Anh bắt đầu nổi tiếng từ chương trình hài kịch Saved by the Bell và là một ngôi sao của chương trình Dancing with the Stars. Anh cũng là người dẫn chương trình của nhiều cuộc thi sắc đẹp như Miss Teen USA, Miss America, Hoa hậu Hoàn vũ, American Best Dance Crew,Miss Universe 2020

## Những chương trình đã tham gia
- Kids Incorporated (1984) (chương trình tivi) (1984-1986)
- The Golden Girls (1986) (chương trình tivi)
- Colors (1988) (phim)
- Saved by the Bell (1989) (chương trình tivi)
- Masters Of The Maze (1994-1996) (chương trình tivi) Season 2 host
- Name Your Adventure (1993) (chương trình tivi)
- Killing Mr. Griffin (1997) (TV)
- Breaking the Surface: The Greg Louganis Story (1997)
- Miss Teen USA (1998)
- Pacific Blue (TV series)|Pacific Blue (1996) (chương trình tivi) (1998-2000)
- Big Brother Trouble (2000) (phim gia đình)
- Popular (2000)
- King Rikki (2002)
- Outta Time (2002)
- Pet Star (2002) (chương trình tivi)
- Eve (2003) (chương trình tivi)
- America's Most Talented Kid (2003) (chương trình tivi)
- Miss Teen USA (2003)
- The Bold and the Beautiful (2006) (chương trình tivi)
- Nip/Tuck (2006) (chương trình tivi)
- Dancing with the Stars (2006) (chương trình tivi)
- Mind of Mencia (2007) (TV series) phần 3 tập 4
- George Lopez (2007)
- Eight Days a Week (2007)
- Miss America (2007)
- Hoa hậu Hoàn vũ (2007)
- America Best Dance Crew